# Antonio Brunelli
Antonio Brunelli (né à Santa Croce sull'Arno le 20 décembre 1577, mort à Pise le 19 novembre 1630) est un compositeur italien et théoricien de la musique des débuts de l'ère baroque.

## Biographie
Antonio Brunelli est un étudiant de Giovanni Maria Nanino et a officié comme organiste à San Miniato en Toscane de 1604 à 1607 puis à Prato en tant que maître de chapelle. Le 12 avril 1612 il est nommé maître de chapelle du Grand-Duc de Toscane. Entre 1605 et 1621 il publie des œuvres dont des motets, des canzonetta, des psaumes, des madrigaux, des requiems et d'autres œuvres sacrées.
Brunelli écrit et publie plusieurs traités de théorie musicale, en particulier le Regole utilissime per i scolari che desiderano imperare a cantare (Florence, 1606), une des premières méthodes de chant publiées. Ses autres ouvrages théoriques incluent les Esercizi ad 1 e 2 voci (Florence 1607) et le Regole et dichiarazione de alcuni contrappunti doppii (Florence 1610).